# Império galáctico
Império galáctico é um tropo comum usado na fantasia científica e ficção científica, particularmente na space opera. Muitos autores utilizam-no como pano de fundo de suas histórias ou a história trata do crescimento e/ou declínio de tal império. A capital de um império galáctico é, muitas vezes, um mundo central.
Alguns destes impérios são claramente baseados no Império Romano. O "Império Galáctico" da série Fundação de Isaac Asimov (o qual inspirou impérios de escritores e realizadores posteriores) é um exemplo óbvio, bem como o "Império Terrano" do Dominic Flandry de Poul Anderson. Hoje em dia, o mais conhecido do público em geral é provavelmente o Império de Star Wars, o qual por sua vez formou-se a partir da "República Galática".
A expressão "império galáctico", por conta de sua associação com o Império de Star Wars, ganhou má reputação. Esta, todavia, nem sempre é merecida; os impérios galácticos dos universos de Fundação e CoDominium são organizações relativamente benignas.
Há um jogo de computador denominado Galactic Empire ("Império Galáctico") para o Commodore C64, o qual nada tem a ver com os temas de ficção científica acima mencionados.

## Impérios galácticos na ficção científica
- CoDominium — Primeiro e Segundo Impérios do Homem.
- Duna — Império Padishah.
- Fundação — Império Galáctico.
- Honorverse — a Liga Solariana, a maior das unidades políticas da diáspora humana, pode ser considerada como um império. Pelos últimos romances da série, torna-se aparente também que a Liga está entrando em decadência.
- Império Terrano na série Star Trek, como uma forma alternativa da Federação dos Planetas Unidos, entrevista no Universo Espelho.
- O Império Terrano do Dominic Flandry de Poul Anderson (que nada tem a ver com o anterior e é muito mais benigno).
- O Império Terrano (mais um) da série Darkover de Marion Zimmer Bradley, o qual mantém principalmente postos comerciais em numerosos planetas em vez de buscar governá-los diretamente (mais ou menos como o império português no Extremo Oriente).
- Legend of the Galactic Heroes — Império Galáctico.
- Perry Rhodan — Império Arcônida.
- Star Trek — Império Klingon, Império Romulano e Dominion.
- Stargate — Os Goa'ulds (ainda que tal império fosse feudal e dividido entre os diversos Lordes de Sistema),a Aliança Lucia, a Nação dos Jaffa Livres, os Asgard e a Coalizão ( Galaxia de Pégasus), o Lanteanos.
- Star Wars — Império Galáctico.
- The Hitchhiker's Guide to the Galaxy — o autor Douglas Adams refere-se a um "antigo Império Galáctico" que havia governado a Via Lactea anos antes da época de seus romances. Na adaptação televisiva, outro nome para este império, o "Imperatala Galacticon", é visto brevemente no ecrã.
- Warhammer 40,000 — Imperium.
- Firefly — A Aliança Sino-Americana.

## Impérios galácticos na religião
- A Confederação Galáctica na Igreja da Cientologia.
- O "Parlamento Interplanetário" da Aetherius Society.
- Os "Elohim" no Raëlismo.

## Impérios galácticos em jogos de computador
- Série Imperium Galactica da Digital Reality.
- Pax Imperia: Eminent Domain da THQ.
- Série Space Empires da Malfador Machinations.
- MMORPG EVE Online da CCP Games.